# Germund Lindunger
Germund Per Jonas Lindunger, född 12 december 1966, är en svensk skulptör, målare och installationskonstnär.
Germund Lindunger utbildade sig på Falkenbergs konstskola 1995-96, Konstskolan Idun Lovén 1996-1997 Kungliga Konsthögskolan i Stockholm 1997-2003. 
Välkommen, tre kakelklädda portar på Mäster Samuelsgatan i Stockholm, fick Byggkeramikpriset 2004 med motiveringen: "Portarna skänker färg och glädje åt en oromantisk och gråtrist bakgata. Den ger den passerande betraktaren en oväntad och fantasieggande konstupplevelse ..."

## Offentliga uppdrag i urval
- Välkommen, kakel på portar, 2003, Mäster Samuelsgatan 17, Stockholm
- Testbild, väggrelief, blandteknik, 2008, i Nya Vargbroskolan, Storfors